# 卡罗尔·佩特曼
卡罗尔·佩特曼（1940年12月11日—）是一位英国政治学家和女性主義者，以批评自由民主制知名，2007年当选英國國家學術院院士，主要作品有《参与和民主理论》（Participation and democratic theory）等。